# Honschaft Balkhausen
Die Honschaft Balkhausen war im Mittelalter und der Neuzeit eine Honschaft im Kirchspiel und Gerichtsbezirk Solingen innerhalb des bergischen Amts Solingen. Sie umfasste das heutige Solinger Stadtgebiet in dem Stadtbezirk Burg/Höhscheid.
Nach Ende der französischen Besetzung zu Beginn des 19. Jahrhunderts und Auflösung des Großherzogtums Berg 1815 wurde die Honschaft Balkhausen – unter Beibehaltung der von den Franzosen durchgeführten kommunalen Neugliederung des Herzogtums – schließlich als Landgemeinde der Bürgermeisterei Dorp im Kreis Solingen des Regierungsbezirks Düsseldorf innerhalb der preußischen Rheinprovinz zugeordnet und war damit bis in das 19. Jahrhundert eine der untersten bergischen Verwaltungseinheiten.
Laut der Topographisch-statistischen Beschreibung der Königlich Preußischen Rheinprovinz gehörten zu der Honschaft 1830 folgende Ortschaften und Wohnplätze (originale Schreibweise):
- Dörfer: zweites Balkhausen, zum Busche und Dornsiepen
- Weiler: erstes Balkhausen, drittes Balkhausen, Breidbach, Bünkenberg, Glüder, erste Heesten, Königsmühle, Odendahl, Pfaffenberg, Scharfhausen, Schellberg, Teil von Schlicken, Unnersberg und Wüstenhof.
- Landgüter: Hohnscheid
- Einzelne Häuser: Kempen, Eichholz und Lohmühle Brühl
- Schleifkotten: Balkhausen, Billstein, an der Hail, Strohnerbach und an der Wupperau

Mit der Erhebung der Bürgermeisterei Dorp 1856 zur Stadt entfielen die Honschaften als Verwaltungseinheit.